# 空気調和機
空気調和機（くうきちょうわき）略して空調機（くうちょうき）は、ケーシングの中に冷凍機・送風機（ファン）・熱交換器（コイル）・加湿器・エアフィルタを納めたものである。空気調和の目的に供される。

## 分類
空気調和機は建物規模・用途に応じて大きく中央式空気調和機と個別式空気調和機とに分類される。中央式は主に大規模建物、個別式は小規模建物に適用され、延べ床面積10,000m2が適用のおおよその区切りとなっている。
- 中央式空気調和機
  - エアハンドリングユニット
  - ファンコイルユニット
- 個別式空気調和機
  - パッケージエアコンディショナ
  - ルームエアコンディショナ